# Friedenscorps
Das Friedenscorps (englisch Peace Corps) ist eine unabhängige Behörde (independent federal agency) der Vereinigten Staaten von Amerika. Seine Aufgabe ist die Völkerverständigung. Das Friedenscorps wurde 1961 auf Initiative von John F. Kennedy eingerichtet und im selben Jahr vom US-Kongress als eine permanente unabhängige Behörde anerkannt. Erster Direktor war Sargent Shriver (1961–1966).
Das Programm entstand in Folge des Kalten Krieges und diente im Ost-West-Konflikt dem Ziel, der chinesischen und sowjetischen Einflussnahme auf andere Staaten etwas entgegenzusetzen und nach dieser Zeit, sowohl interessierten Ländern mit ausgebildeten Fachkräften zu helfen als auch das gegenseitige Verständnis zwischen Amerikanern und Angehörigen anderer Völker zu fördern. Mehr als 200.000 US-Bürger haben bisher im Friedenscorps gedient.
Der Freiwillige verpflichtet sich, über 24 Monate im Ausland tätig zu sein. Er erhält während dieser Zeit ein seinem Einsatzort angepasstes Stipendium zur Deckung des Lebensunterhalts sowie am Ende der 2 Jahre eine Wiedereingliederungshilfe in Höhe von 8000 US-Dollar. Zu den derzeitigen Programmen zählen Einsätze gegen Malaria und zum Umweltschutz, etwa zur Aufforstung.
Derzeitige Direktorin des Friedenscorps ist seit Januar 2021 Carol Spahn, die als Freiwillige von 1994 bis 1996 in Rumänien eingesetzt war. Ihre Vorgängerin Josephine (Jody) K. Olsen war von März 2018 bis Januar 2021 im Amt und von 1966 bis 1968 für das Peace Corps in Sousse in Tunesien aktiv.

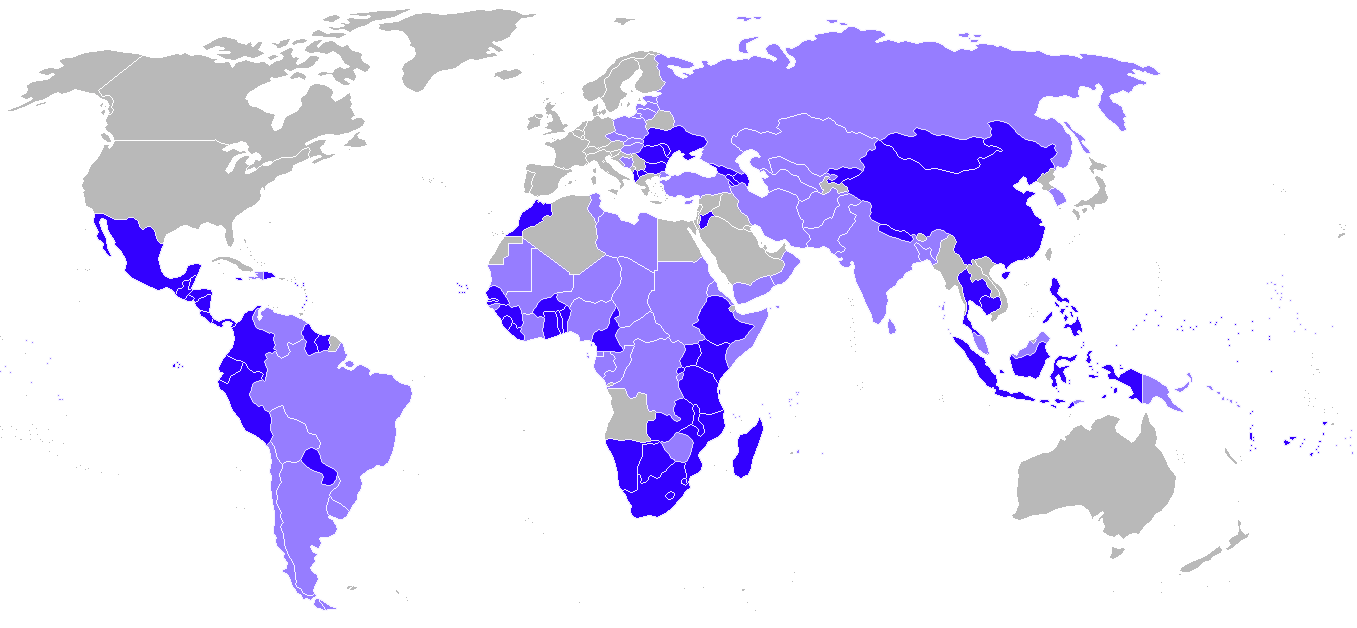
Einsatzländer des Friedenskorps, derzeitige in blau und ehemalige in violett.